# موراوسکی کروملوو
موراوسکی کروملوو (به چکی: Moravský Krumlov) یک منطقهٔ مسکونی و شهرستان دارای شهرک سابقاً روستا در جمهوری چک است که در ناحیه زنویمو واقع شده‌است. موراوسکی کروملوو ۵٬۹۰۳ نفر جمعیت دارد.